# Werner Kohn
Werner Kohn (* 15. Juli 1940 in Bamberg; † 2. Mai 2022 ebenda) war ein deutscher Fotograf, Mundartautor und Filmemacher.

## Leben
Kohn machte von 1958 bis 1961 eine Lehre als Fotograf in Bamberg. 1963 bis 1964 arbeitete er bei der Presseagentur Keystone in München. In den Jahren 1966 und 1967 studierte er an der Folkwang-Schule in Essen bei Otto Steinert. Seit 1968 arbeitete er freiberuflich., unter anderem von 1985 bis 1989 für deutsche archäologische Institute im Jemen und in Syrien.
Kohn verzeichnete die Teilnahme bei 677 Ausstellungen in 59 Ländern, davon 148 Einzelausstellungen. So waren seine Werke unter anderem bei World Press Photo, der Photokina Köln, Interpressfoto und auf den Internationalen Fototagen Herten zu sehen.
Gruppenausstellungen hatte er u. a. mit Robert Capa und Henri Cartier-Bresson 2003/2004 (Berlin - Moskau - Berlin). Er beschäftigte sich v. a. mit ökologischen, politischen und vor allem sozialen Themen und übte mit seinen Werken am Zustand der Gesellschaft Kritik. Mit seinem Fotoprojekt „Verkehrszeichen“ wurde er ins Guinness-Buch der Rekorde aufgenommen.
Im Bildarchiv des Deutschen Historischen Museums (DHM) befindet sich ein Konvolut mit Kohns Fotos aus der Studentenbewegung 1968.
Seine Urne wurde am Bamberger Hauptfriedhof beigesetzt.

## Preise und Auszeichnungen
- 1965: Deutscher Jugendfotopreis
- 1971: Dr. Bruno Uhl-Preis
- 1983: Prof. Willy Hengl-Preis
- 1998: E.-T.-A.-Hoffmann-Preis der Stadt Bamberg
- 2010: Berganza-Preis des Kunstvereins Bamberg

## Werke (Auswahl)
Selbst verfasst, herausgegeben oder mit Fotografien bereichert hat Kohn unter anderem:
- Mietvertrag, Hoffmann - Atelier-Handpresse, Berlin 1978
- Berliner Portraits, Galerie Taube, Berlin 1981
- Wedding, Text von Richard Schneider, Nicolai, Berlin 1983
- Neukölln, Text von Richard Schneider, Nicolai, Berlin 1984
- Stürme der Revolution, Peter Schnetz, Bamberg 1984
- Bamberg, Nicolai, Berlin 1987
- Kohns kunterbuntes Kartenbüchlein, Collibri-Verlagsbuchhandlung, Bamberg 1987
- In der Provinz 1968, Nishen, Berlin 1988
- Pike Mirabeau/Gracchus Babeuf oder die Verschwörung der Gleichen, Peter Schnetz, Bamberg 1989
- 150 Jahre Photographie - 115 Jahre Photographie ohne Werner Kohn, Raiffeisenbank Bamberg 1989
- Bamberg Anders, Arbeiterfotografie Bamberg 1989
- Aspekte zeitgenössischer Fotografie in Deutschland, Kunstverein Coburg 1989
- Bild der Stadt - Stadt im Bild: Frühe Photographie in Bamberg, mit Robert Zink und Jürgen Schraudner, Stadtarchiv Bamberg 1989
- Verkehrszeichen, Text von Wolfdietrich Schnurre, Erich Weiß, Bamberg 1991
- In Bamberg war der Teufel los, Collibri-Verlagsbuchhandlung, Bamberg 1993
- Benät, Keesköhl, Stazinari: Bamberg - seine Gärtner und Häcker. Arbeiterfotografie Bamberg, Texte von Georg Habermehl und Rolf Sachsse, Erich Weiß, Bamberg 1993
- Der kritische Blick, Berufsverband bildender Künstler, Oberfranken 1995
- Nachrichten aus der Provinz 1968: Die APO in Nürnberg, Libresso, Nürnberg 1997
- Bamberg Ansichten, Fränkischer Tag, Bamberg 1998
- Praha - Bamberg, Erich Weiß, Bamberg 1998
- Sandkerwa, Fränkischer Tag, Bamberg 2000
- Blues In My Eyes, Text von Rolf Sachsse, Bibliothek der Provinz, Weitra 2004
- Streetlife, Text von Rolf-Bernhard Essig, ADM-Service, Bamberg 2008
- The Beatles - Summer 66: Grugahalle Essen, Text von Oliver van Essenberg, ADM-Service, Bamberg 2010
- Hainblicke, Text von Wilfried Krings, ADM-Service, Bamberg 2015
- Drei Schobbn - zwa Seidla - a U / Bierstadt Bamberg, Erich Weiß, Bamberg 2014
- Kohns zweites kunterbuntes Kartenbüchlein, Erich Weiß, Bamberg 2016
- Cuba, Text von Dietlinde Schunk-Assenmacher, Erich Weiß, Bamberg 2016
- Menschen in Afghanistan 1968, Text von Bert Fragner, Erich Weiß, Bamberg 2017
- Nordkorea, Text von Rüdiger Frank, Erich Weiß, Bamberg 2018
- Werner Kohn 65 Jahre Fotografie in Bamberg und anderswo. 1953-2018, Text Anna Scherbaum / Matthias Scherbaum, Erich Weiß, Bamberg 2018
- Einem Schleier gleich … Elisabeth Kersten-Will blieb in Bamberg, Text von Edeltraud Berger-Otto, Erich Weiß, Bamberg 2021
- Menschen im Jemen, Text von Nevfel Cumart, Erich Weiß, Bamberg 2021

## Ausstellungen (Auswahl)
- 1974: Galerie Ancora, Højer
- 1978: Goetheinstitut, Zagreb
- 1980: Universitätsmuseum, Marburg
- 1981: Galerie Taube, Berlin
- 1981: Recontres de la Photographie, Arles
- 1981: Landesbildstelle, Hamburg
- 1981: Galerie am Bürgerpark, Bremerhaven
- 1982: The White Gallery, Tel Aviv
- 1982: Goetheinstitut, Thessaloniki
- 1982/83: Galerie 23, Düsseldorf
- 1986: Rathaus, Brüssel
- 1987/88: Galerie Fotohof, Salzburg
- 1988: Leica Galerie, Wetzlar
- 1990: Goetheinstitut, Jakarta
- 1990: Kubus, Hannover
- 1994: Amphitheatre, Rodez
- 1994: Gropiusbau, Berlin
- 1994/95: Fabrik Heeder, Krefeld
- 1995: Internationale Fotoszene, Köln
- 1997: Zentrum für Wissenschaft und Technik, Plovdiv
- 1998: Slowakische Nationalgalerie, Bratislava
- 1998: Galerie u recicuych, Prag
- 2001: Haus der Fotografie, Burghausen
- 2004: Tretjakow-Galerie, Moskau
- 2004: Deutsches Historisches Museum, Berlin
- 2005: Kunsthalle, Budapest
- 2005: Stadtgalerie Villa Dessauer, Bamberg
- 2006: Art Cologne, Köln
- 2006: Parish Gallery, Washington, D.C.
- 2007: Museum der Moderne, Salzburg
- 2008: Städtische Galerie, Erlangen
- 2009: Leica Galerie, Frankfurt
- 2021: Kurt Mühlenhaupt Museum, Berlin